# Campionat del Món de Trial indoor 1996
|  | Per al campionat del món a l'aire lliure d'aquell any, vegeu Campionat del Món de Trial 1996 |

La temporada de 1996 del Campionat del Món de Trial indoor, anomenat oficialment FIM Indoor Grand Prix, fou la 4a edició d'aquest campionat, organitzat per la FIM. El calendari oficial constava de 10 proves puntuables, celebrades entre el 29 d'octubre de 1995 i el 31 de març de 1996. Dues de les proves programades es disputaren als Països Catalans: Canillo (27 de gener) i Barcelona (8 de febrer).
Marc Colomer va guanyar amb Montesa el seu tercer i últim títol mundial indoor consecutiu, amb un total de cinc victòries al llarg de la temporada contra les dues del subcampió, Tommi Ahvala. Aquell any, a més, Colomer va guanyar el seu únic campionat del món a l'aire lliure, en aquest cas, per davant de Dougie Lampkin.

## Sistema de puntuació
L'any 1996 entrà en vigor un nou sistema de puntuació en què s'eliminava l'anterior barem, aplicat en funció dels grups "A" i "B", i obtenien punts els 10 primers classificats de cada prova, repartits d'acord amb el següent barem:
| Posició | 1  | 2  | 3  | 4  | 5  | 6  | 7 | 8 | 9 | 10 |
| Punts   | 20 | 17 | 15 | 13 | 11 | 10 | 9 | 8 | 7 | 6  |

## Calendari
| Ronda | Data          | Any  | Prova   | Lloc          | Guanyador       |
| ----- | ------------- | ---- | ------- | ------------- | --------------- |
| 1     | 29 d'octubre  | 1995 | França  | Marsella      | Jean-Luc Nictou |
| 2     | 2 de desembre | 1995 | Espanya | Granada       | Marc Colomer    |
| 3     | 13 de gener   | 1996 | Espanya | Sant Sebastià | Marc Colomer    |
| 4     | 17 de gener   | 1996 | França  | Tolosa        | Dougie Lampkin  |
| 5     | 27 de gener   | 1996 | Andorra | Canillo       | Tommi Ahvala    |
| 6     | 2 de febrer   | 1996 | França  | Lo Canet      | Marc Colomer    |
| 7     | 8 de febrer   | 1996 | Espanya | Barcelona     | Marc Colomer    |
| 8     | 17 de febrer  | 1996 | França  | Paris-Bercy   | Steve Colley    |
| 9     | 8 de març     | 1996 | Mònaco  | Montecarlo    | Tommi Ahvala    |
| 10    | 31 de març    | 1996 | Espanya | Oviedo        | Marc Colomer    |

## Classificació final
| Posició | Pilot                | Motocicleta    | Punts |
| ------- | -------------------- | -------------- | ----- |
| 1       | Marc Colomer         | Montesa        | 166   |
| 2       | Tommi Ahvala         | Fantic         | 140   |
| 3       | Dougie Lampkin       | Beta           | 111   |
| 4       | Jordi Tarrés         | Gas Gas        | 90    |
| 5       | Bruno Camozzi        | Beta/Gas Gas   | 71    |
| 6       | Amós Bilbao          | Beta/Gas Gas   | 76    |
| 7       | Steve Colley         | Gas Gas        | 60    |
| 8       | Jean-Luc Nictou      | Beta           | 56    |
| 9       | Donato Miglio        | Gas Gas/Beta   | 51    |
| 10      | Joan Pons            | Gas Gas/Fantic | 45    |
|         |                      |                |       |
| 13      | José Antonio Benítez | Gas Gas        | 11    |
| 14      | Marcel Justribó      | Beta           | 9     |